# بریوس
بریوس (به پرتغالی: Brejões) یک منطقهٔ مسکونی در برزیل است که در باهیا واقع شده‌است. بریوس ۵۱۸٫۵۶۶ کیلومتر مربع مساحت و ۱۴٬۲۲۲ نفر جمعیت دارد و ۶۱۱ متر بالاتر از سطح دریا واقع شده‌است.